# Липница (Люблинское воеводство)
Липница (пол. Lipnica) — деревня в Бяльском повете Люблинского воеводства Польши. Входит в состав гмины Рокитно. Находится примерно в 16 км к северо-востоку от центра города Бяла-Подляска. По данным переписи 2011 года, в деревне проживало 419 человек.
Верующие Римско-католической церкви относятся к приходу Святой Троицы в Рокитно.

## История
В XIX веке Липница входила в Константиновский уезд, гмину Рокитно. В 1883 году деревня входила в состав владений Дерло, имевших площадь 2054 морга (устаревшая единица измерения площади земли, примерно 0,56 гектара), 57 домов, 417 жителей. В 1827 году входила в состав прихода Пищац, состояла из 55 домов, в которых проживало 326 жителей.
В 1975—1998 годах деревня входила в состав Бяльскоподляского воеводства.

## Население
Демографическая структура по состоянию на 31 марта 2011 года:
|         | Всего | До трудоспособного возраста | Трудоспособного возраста | Старше трудоспособного возраста |
| ------- | ----- | --------------------------- | ------------------------ | ------------------------------- |
| Мужчины | 212   | 59                          | 125                      | 28                              |
| Женщины | 207   | 50                          | 100                      | 57                              |
| Всего   | 419   | 109                         | 225                      | 85                              |